# Akt der Gewalt
Akt der Gewalt (Originaltitel: Act of Violence) ist ein US-amerikanischer Film noir von Fred Zinnemann aus dem Jahr 1948. Das Drehbuch basiert auf einer Geschichte von Collier Young. Der Bauunternehmer Frank R. Enley, verkörpert von Van Heflin, hatte während seiner Zeit in deutscher Kriegsgefangenschaft aus egoistischen Motiven seine Kameraden verraten. Als sein ehemaliger Kamerad Joe Parkson, verkörpert von Robert Ryan, in die Stadt kommt, fürchtet er um seinen guten Ruf.
Der Spielfilm wurde am 21. Dezember 1948 uraufgeführt. In Deutschland kam er nicht in die Kinos. Er wurde am 17. Oktober 1986 erstmals im deutschen Fernsehen gezeigt.

## Handlung
Die kalifornische Kleinstadt Santa Lisa am Memorial Day. Die Honoratioren der Stadt ehren den Kriegsveteranen Frank R. Enley für seinen Beitrag zur Realisierung eines wichtigen Wohnungsbauprojekts. Zur selben Zeit kommt Joe Parkson in Santa Lisa an. Auch er ist Kriegsveteran, Invalide, und auf der Suche nach Frank, um ihn zu töten. Nach der Feier verabschiedet sich Frank von seiner Frau Edith und seinem Sohn Georgie. Er will mit seinem Freund Fred Finney angeln gehen. Kurz nachdem Frank weg ist, erhält Edith einen Anruf von Joe, der sich jedoch am Telefon nicht meldet. Später sucht Joe Franks Haus auf. Edith erzählt ihm von der Angeltour ihres Mannes, Joe wendet sich zum Gehen, ohne überhaupt gesagt zu haben, wer er ist.
Mit einer geladenen Waffe rudert Joe auf den See hinaus, wo Frank zusammen mit seinem Freund angelt. Er bringt es jedoch nicht über sich, auf Frank zu schießen. Der Barbesitzer Bobby erzählt Frank von einem gehbehinderten Fremden, der nach ihm suche. Frank ahnt, um wen es sich handelt, und eilt panikerfüllt nach Hause. Dort verbarrikadiert er sich mit seiner Familie. Seiner Frau sagt er, Joe sei ein Armeegefährte, den er nicht sehen wolle. Gleichzeitig gesteht er ein, dass der Umzug von Syracuse, einer im Norden des Staates New York gelegenen Stadt, nach Kalifornien im Westen des Landes eine Flucht vor Joe gewesen sei, und behauptet, dass Joe, mit dem er in deutscher Kriegsgefangenschaft war, in dieser Zeit durchgedreht und geisteskrank geworden sei.
Als Frank wegen einer Bauunternehmer-Tagung nach Los Angeles fährt, dringt Joe in das Haus der Familie Enley ein und konfrontiert Edith mit dem Vorwurf, ihr Mann sei verantwortlich für seine Behinderung und auch für den Tod von zehn Armeekameraden. Aus Angst um ihren Sohn gibt Edith ihn in die Obhut ihrer Nachbarin Martha Finney und reist zu Frank nach Los Angeles. Dort gesteht ihr Frank, dass er Joes Fluchtpläne an die Deutschen verraten hat. Sich selbst gegenüber muss er eingestehen, dass er sich über die Gründe seiner Handlung, warum er diesen Verrat begangen hat, selbst nicht im Klaren ist. Immer wieder bewegt ihn die Frage, ob er seine Kameraden vor ihrem gefährlichen Plan schützen wollte oder ob es ihm in erster Linie um persönliche Vergünstigungen gegangen ist. Unterdessen hat Joe erfahren, dass Frank in Los Angeles ist, und folgt ihm dorthin. Als er sein Hotel verlassen will, trifft er auf seine Freundin Ann Sturges, die ihm gefolgt ist, um ihn von seinem Vorhaben abzubringen. Doch Joe hört nicht auf ihre beschwörenden Worte. Ann sucht daraufhin Edith auf und warnt sie vor Joes Racheplänen.
Schließlich findet Joe Frank in Los Angeles. Es kommt zu einem Handgemenge, doch Frank kann fliehen und sich in einer Bar verstecken. Dort trifft er auf die Prostituierte Pat, die ihn mit Gavery, einem Anwalt, und einem gewissen Johnny bekannt macht. Johnny ist ein Auftragskiller, der Frank mit Hilfe von Alkohol dazu bringt, ihn mit dem Mord an Joe zu beauftragen. Gerade als Ann erneut beschwörend auf Joe einredet, erhält dieser einen Anruf von Johnny, der ihn wissen lässt, dass man ihn am nächsten Tag in Santa Lisa am Bahnhof erwartet. Joe meint, er werde dort sein. Auch Frank kehrt nach Santa Lisa zurück. Von Pat hat er von dem Treffpunkt am Bahnhof erfahren. Zur Besinnung gekommen, verlässt Frank das Haus, um seinen Mordauftrag rückgängig zu machen und Joe zu warnen. Als Frank Joe mit einer Pistole in der Hand den Bahnsteig entlangkommen sieht, geht er auf ihn zu. Joe richtet seine Waffe auf ihn. Gerade als er dabei ist, dem ehemaligen Freund zu sagen, dass er gekommen sei, um ihn zu warnen, fällt ein Schuss, abgefeuert von Johnny aus einem Auto. Die für Joe bestimmte Kugel trifft jedoch Frank. In dem Moment, als Johnny sein Auto in Bewegung setzt, gelingt es dem verwundeten Frank, aufs Trittbrett des Wagens aufzuspringen und den Auftragskiller zu packen. Als Folge davon prallt der schlingernde Wagen gegen einen Laternenpfahl, wobei beide Männer den Tod finden. Nun ist es an Joe, Franks Familie von der Tragödie zu unterrichten.

## Hintergrund
Der Film ist der letzte, den Regisseur Fred Zinnemann für die Produktionsfirma MGM gedreht hat. Die Dreharbeiten erstreckten über den Zeitraum 17. Mai bis Mitte Juli 1948, zusätzliche Szenen entstanden in den letzten Augusttagen 1948. In den New Yorker Kinos lief der Film erstmals am 22. Januar 1949.
Für die Ausstattung des Films sorgten Cedric Gibbons, Hans Peters und Edwin B. Willis. Für den Ton war Douglas Shearer verantwortlich, Dirigent des Studio-Orchesters war André Previn.

## Kritiken
Das Lexikon des internationalen Films beschreibt den Film als einen „psychologischen Thriller um Schuld, Erlösung und Angst vor der Kulisse nächtlicher Großstadteinöde, der sich zu einem klaustrophobischen Albtraum mit unerwartetem Ausgang verdichtet; ein typischer Vertreter des amerikanischen ‚film noir‘, der sich um die Bewältigung der traumatischen Vergangenheit dreht.“
Die Zeitschrift Variety lobt die „prima Darstellung“, die Regie habe den Filmplot erfasst. Heflin und Ryan agierten „schlagkräftig“ und gäben dem „schleichenden Terror des Drehbuchs Substanz“.
Auch die Zeitschrift Cinema bewertet den Film als „packendes Schuld-und-Sühne-Drama“ positiv.
Die Fernsehzeitschrift prisma hingegen ist zwiegespalten: „Das düstere Drama von Fred Zinnemann kann trotz schwachem Plot überzeugen, denn starke Darsteller und packende Bilder ziehen den Betrachter in ihren Bann. Van Heflin und Robert Ryan machen als Gegenspieler aus dem Drama einen psychologischen Thriller.“